# Oreumenoides edwardsii
Oreumenoides edwardsii är en stekelart som först beskrevs av Henri Saussure 1852.  Oreumenoides edwardsii ingår i släktet Oreumenoides och familjen Eumenidae. Inga underarter finns listade i Catalogue of Life.